# Lowe's
Lowe's este un retailer american, ocupând la nivelul Statelor Unite ale Americii locul al doilea în sectorul bricolaj și electrocasnice, după Home Depot. Fondată în anul 1946, compania  ocupă  locul 40 în Fortune 500 din 2018 (topul celor mai mari companii americane) și are peste 1.730 de magazine în Statele Unite ale Americii și peste 350 în Canada.